# مارغريت باتريك
مارغريت باتريك (بالإنجليزية: Margaret Patrick)‏ هي موسيقية أمريكية، ولدت في 1913، وتوفيت في 1994.